# Caradawg Freichfras
Caradawg Freichfras [ka'radaug 'vreixvras] („Caradawg mit dem starken Arm“), auch Caradoc Vreichvras, in französischen Erzählungen Karadues Briebras, ist der Name einer Sagenfigur aus der walisischen Mythologie. 

## Walisische Erzählungen
In der Sage Breuddwyd Rhonabwy („Rhonabwys Traum“) ist Caradawg Freichfras der oberste Ratgeber von König Artus. In den Trioedd Ynys Prydein („Triaden der Insel Britannien“) wird er als wichtige Person genannt („einer der drei Ritter der Insel Britannien“), ebenso seine Gattin Tegau Eurfron („eine der drei schönen Frauen am Artus-Hof“), sowie ihre Ehe („eine der drei unübertroffenen Liebesbeziehungen der Insel Britannien“). Auch in einigen walisischen Heiligenlegenden spielt er eine Rolle. Sein Beiname leitet sich vom kymrischen breich („Arm“) und bras („stark“) her.
Er wird auch manchmal mit dem britannischen König Caratacus in Verbindung gebracht, doch gibt es keine Belege für diese Theorie.

## Französische Erzählungen
In der höfischen Literatur Frankreichs sind in den Artusromanen ebenfalls einige Erzählungen über Caradawg erhalten geblieben. Hier wird sein Beiname als „Kurzarm“ gedeutet, aus dem französischen bref („kurz“) und bras („Arm“). Chrétien de Troyes überliefert die Schreibweise Karadues Briebras. Die Titelrolle spielt er in der anonymen Erzählung Livre de carados aus dem 13. Jahrhundert, die Chrétien de Troyes in seinem Werk Li Contes del Graal verwendet hat. Seine glückliche Ehe wird ausgehend von den Trioedd Ynys Prydein immer wieder thematisiert.